# Russell Martin (giocatore di baseball)
Russell Nathan Coltrane Jeanson Martin Jr. (Toronto, 15 febbraio 1983) è un giocatore di baseball canadese di ruolo ricevitore, free agent dal 31 ottobre 2019.

## Biografia
Russell Martin è nato nell'allora distretto di East York a Toronto (oggi inglobato nella città) nell'Ontario, da Russell Senior, afro-canadese, e Suzanne Jeanson, franco-canadese. Passò i primi anni di vita a Montréal e Chelsea nel Québec.
Venne chiamato Russell come suo padre, Nathan come il bisnonno, Jeanson come il cognome della madre e Coltrane per omaggiare il musicista John Coltrane, stimato dal padre. Suo padre suonava il sassofono nelle stazioni della metropolitana di Montréal per aiutare a pagare gli allenamenti di baseball del figlio. Il 3 aprile 2015, Russell Sr. suonò l'inno nazionale canadese, "O Canada", prima dell'inizio di una partita dello spring training dei Blue Jays.
I genitori di Martin, si separarono quando lui aveva due anni. All'età di nove anni, la madre si risposò e si trasferì a Parigi, Russell Jr. visse tra Montreal e Parigi per un anno.

## Carriera

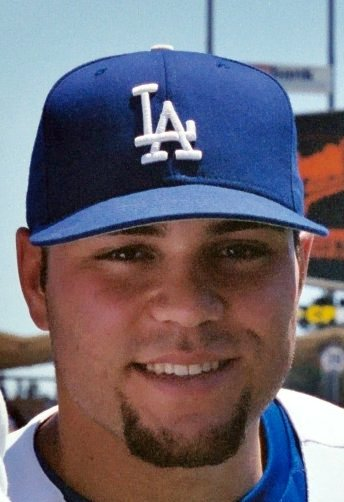
Martin nel 2006

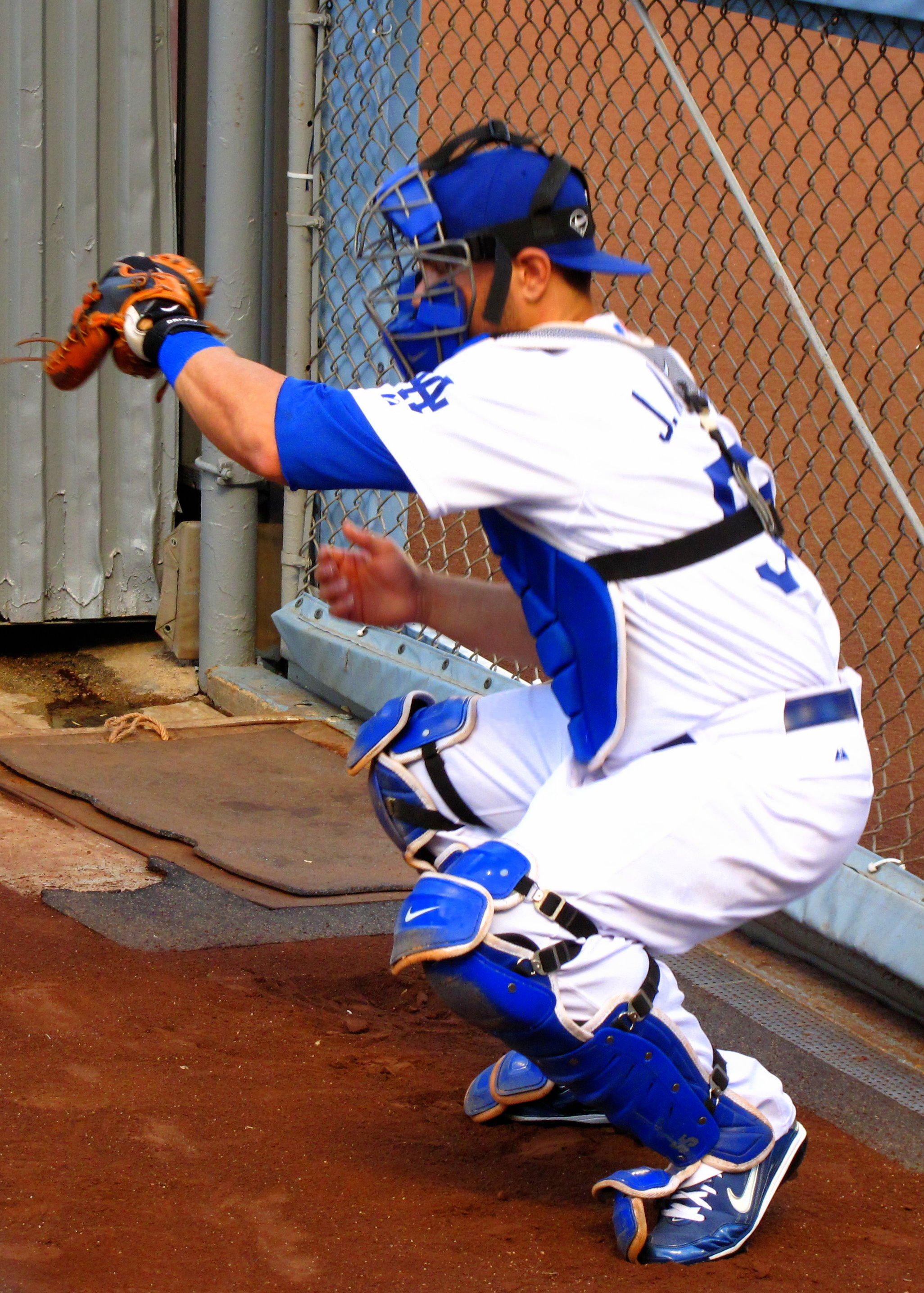
Martin in tenuta da ricevitore nel 2009

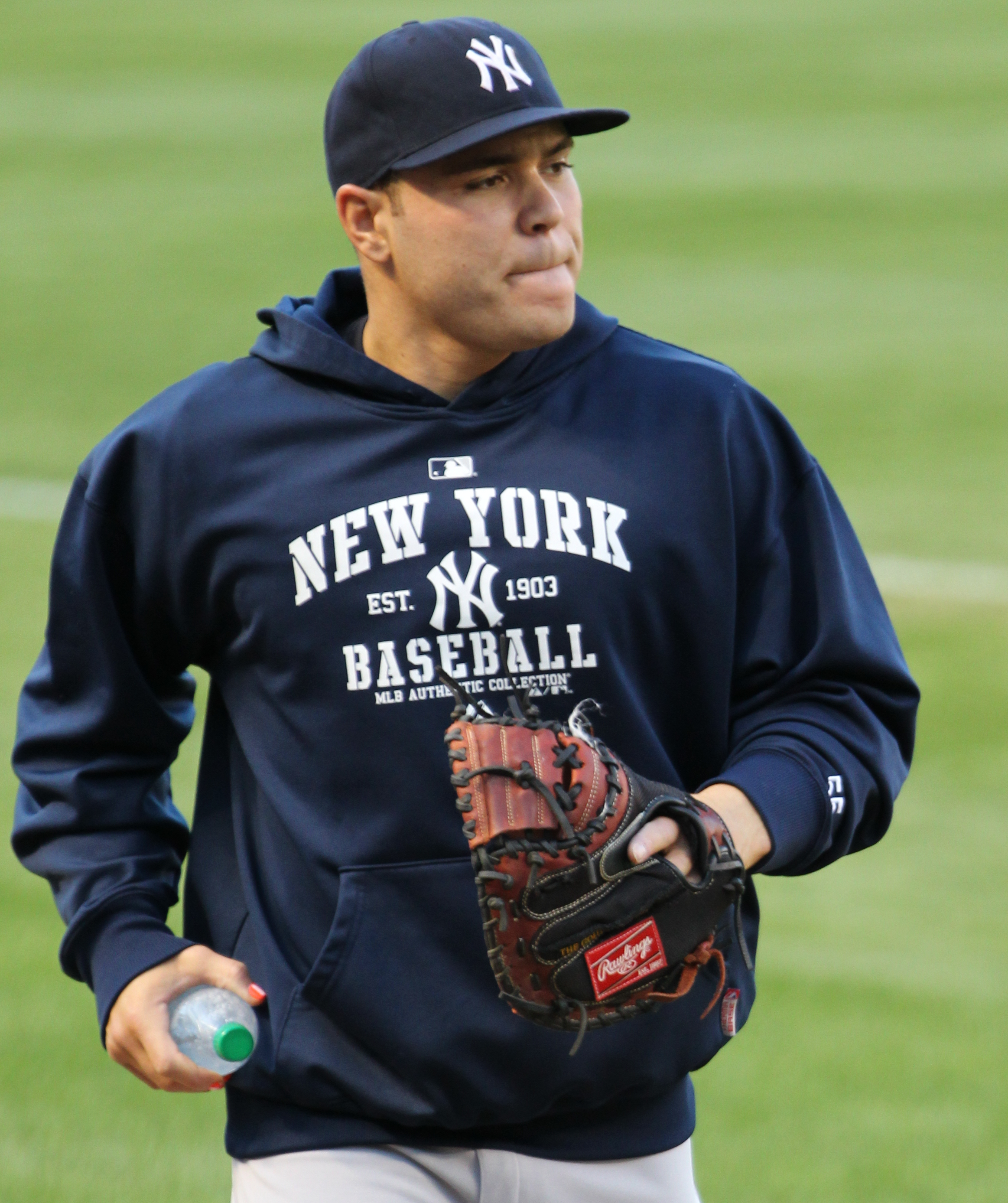
Martin con gli Yankees nel 2011

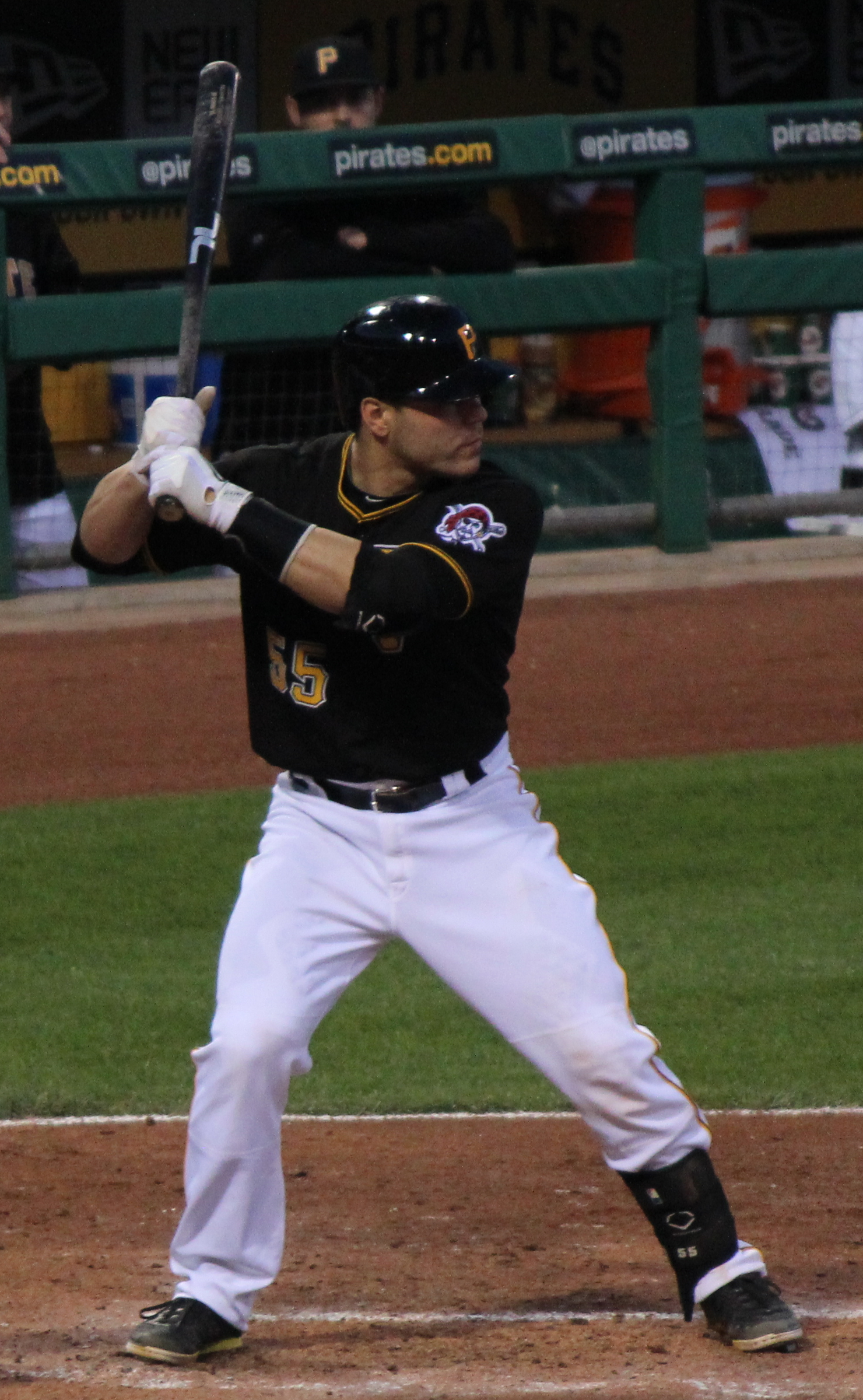
Martin con i Pirates nel 2013

### Inizi e Minor League (MiLB)
Martin frequentò l'istituto polivalente Édouard-Montpetit di Montréal e venne selezionato nel 35º turno del draft MLB 2000, dai Montreal Expos. Scelse di non firmare e si trasferì negli Stati Uniti per frequentare il Chipola College di Marianna, Florida. Entrò nel baseball professionistico, quando venne selezionato nel 17º turno del draft MLB 2002, dai Los Angeles Dodgers, che lo assegnarono nella classe Rookie. Disputò la stagione 2003 nella classe Rookie e nella classe A. Nel 2004 giocò nella classe A-avanzata e nel 2005 nella Doppia-A. Iniziò la stagione 2006 nella Tripla-A.

### Major League (MLB)
Martin debuttò nella MLB il 5 maggio 2006, al Dodger Stadium di Los Angeles contro i Milwaukee Brewers, battendo nel suo secondo turno di battuta la prima valida, un doppio, con cui ottenne due punti battuti a casa, e colpendo un singolo nel suo terzo turno. Il 7 maggio, sempre contro i Brewers, colpì il primo fuoricampo. Il 6 giugno, Martin e il lanciatore Éric Gagné divennero la prima batteria di giocatori franco-canadesi nella storia della MLB. Il 13 agosto, colpì un walk-off home run, contro i Giants. Concluse la stagione con 121 partite disputate nella MLB e 23 nella Tripla-A.
Terminata la stagione regolare partecipò al primo post-stagione, giocando in tre partite della NL Division Series in cui realizzò quattro valide in dodici turni di battuta e ottenne una base su ball.
Il 21 aprile 2007 batté un walk-off grand slam, contro i Pirates. In maggio, superò il record dei Dodgers per numero di basi rubate in una stagione da un ricevitore, registrato da John Roseboro nel 1962. A luglio venne convocato per il suo primo All-Star Game, dove venne schierato da titolare e giocò fino alla parte alta del settimo inning. Alla fine della stagione venne premiato con il guanto d'oro e il Silver Slugger Award, i primi di carriera.
Il 2 maggio 2008, Martin venne schierato per la prima volta come terza base, ruolo che ricoprì sporadicamente anche nelle stagioni successive. Partecipò al secondo All-Star game di carriera, giocando dalla parte bassa del quinto inning alla parte bassa nel quindicesimo.
Il 20 gennaio 2009, Martin firmò con i Dodgers un contratto annuale del valore di 3.9 milioni di dollari, per evitare l'arbitrato salariale.
Nell'agosto 2010, si infortunò all'anca destra nel tentativo di eliminare un corridore verso casa base. L'infortunio lo costrinse a saltare il resto della stagione. Al termine della stagione divenne free agent.
Rifiutò un nuovo contratto offerto dai Dodgers poiché ritenne l'offerta troppo bassa, e affermò della squadra che "non credevano più in lui".
Il 15 dicembre 2010, Martin firmò un contratto annuale del valore di 6 milioni di dollari con i New York Yankees. Divenne free agent a fine stagione 2012.
Il 30 novembre 2012, Martin sottoscrisse un contratto biennale dal valore complessivo di 17 milioni con i Pittsburgh Pirates. L'8 giugno, colpì il suo 100º home run. Il 1º novembre durante il NL Wild Card Game, realizzò due fuoricampo che aiutarono la sua squadra a sconfiggere i Reds, passando al turno successivo. Divenne free agent a stagione 2014 conclusa.
Il 18 novembre 2014, firmò un contratto quinquennale dal valore complessivo di 82 milioni di dollari con i Toronto Blue Jays.
Il 19 aprile 2015, Martin venne schierato dai Blue Jays assieme al lanciatore Jeff Francis, formando la prima batteria di canadesi della storia della franchigia.
L'11 gennaio 2019, i Blue Jays scambiarono Martin con i Los Angeles Dodgers per i giocatori di minor league Ronny Brito e Andrew Sopko. I Blue Jays inviarono ai Dodgers 16.4 milioni di dollari da impiegare per lo stipendio di Martin. Il 30 marzo 2019, venne schierato come lanciatore nella parte alta del nono inning. Effettuò 10 lanci senza concedere basi su ball o valide, l'ultimo giocatore di posizione a riuscire nell'impresa fu l'esterno Willie Smith nel settembre 1963. Inoltre fu il primo giocatore di posizione a tempo pieno a far eliminare tre battitori consecutivamente in una vittoria di squadra, da almeno il 1925. Il 28 agosto invece divenne il primo giocatore di posizione a lanciare in una vittoria per shutout dal 3 ottobre 1917, quando a riuscire fu George Kelly contro i Giants. Divenne free agent a fine stagione.

## Nazionale
Martin venne convocato dalla nazionale canadese per il World Baseball Classic 2009.
Non partecipò all'edizione 2013, poiché non disponibile a coordinarsi con un nuovo gruppo di lanciatori, dopo averlo appena fatto per la sua nuova squadra dell'epoca, i Pirates. Tentò di essere impiegato come interbase, avendo avuto già esperienze da interno in passato, ma successivamente si ritirò, citando problemi fisici.
Prima dell'inizio del World Baseball Classic 2017, Martin si impegnò a giocare nel ruolo di interbase. Tuttavia l'8 febbraio 2017, uscì dalla lista dei giocatori per delle complicazioni relative a un intervento chirurgico minore al ginocchio. Partecipò comunque all'evento come membro del gruppo degli allenatori.

## Palmares
- All-Star: 4

2007, 2008, 2011, 2015
- Guanto d'oro: 1

2007
- Silver Slugger Award: 1

2007
- Defensive Player of the Year: 1

2014
- Giocatore della settimana:

NL: 28 aprile 2013